# Manfred Harsdorff
Manfred Harsdorff (* 11. September 1932 in Kiel; † 10. Mai 1997) war ein deutscher Festkörperphysiker und Professor für Angewandte Physik an der Universität Hamburg.

## Leben
Manfred Harsdorff studierte Physik in Kiel und Hamburg. In Kiel arbeitete er während des Studiums mehrere Jahre lang in den Labors des Unternehmens Zeiss Ikon. Seine Doktorarbeit zur Promotion zum Dr. rer. nat. machte er 1966 bei Heinz Raether im Institut für Angewandte Physik der Universität Hamburg. 1971 habilitierte er sich, war bis 1977 Privatdozent und wurde 1977 in Hamburg Professor für Angewandte Physik.
In den Jahren 1978 und 1979 sowie von 1981 bis 1983 war er stellvertretender Direktor, von 1979 bis 1981 und wieder 1987 bis 1997 Direktor des Instituts für Angewandte Physik.
Harsdorff lebte in Glinde und starb am 10. Mai 1997 nach schwerer Krankheit.

## Leistungen
Die Arbeiten von Manfred Harsdorff und seiner Arbeitsgruppe befassten sich schwerpunktmäßig mit Grenzflächen und dünnen Schichten. Im Vordergrund stand dabei die Untersuchung grundlegender Prozesse bei Keimbildung, Schichtwachstum und Epitaxie. Dies gestattete ein besseres Verständnis des Verhaltens der Adatome sowie den Zusammenhang mit der Morphologie der entstehenden Strukturen. Ziel war die Anwendung der Erkenntnisse in der Dünnschichttechnik zur Verbesserung solcher Strukturen sowohl aus Halbleitermaterialien als auch aus Metallen.
In den letzten Jahren seiner Karriere war Harsdorff maßgeblich am Aufbau des Zentrums für Mikrostrukturforschung am Institut für Angewandte Physik der Universität Hamburg beteiligt, das 1996 eingeweiht wurde.

## Publikationen (Auswahl)
- C. Kuhrt, M. Harsdorff: Photoemission and electron microscopy of small supported palladium clusters. In: Surface Science. Band 245, Nr. 1-2, April 1991, S. 173–179, doi:10.1016/0039-6028(91)90476-9.

- M. Harsdorff: Heterogeneous nucleation and growth of thin films. In: Thin Solid Films. Band 90, Nr. 1, April 1982, S. 1–14, doi:10.1016/0040-6090(82)90061-X.

- C. Heyn, M. Harsdorff: Simulation of GaAs growth and surface recovery with respect to galliumand arsenic surface kinetics. In: Physical Review B. Band 55, Nr. 11, 15. März 1997, S. 7034–7038, doi:10.1103/PhysRevB.55.7034.

- A. Puskeppel, M. Harsdorff: Epitaxial nucleation of Au on KBr (100) surfaces. In: Thin Solid Films. Band 35, Nr. 1, Juni 1976, S. 99–112, doi:10.1016/0040-6090(76)90244-3.